# Rietwieltje
Het rietwieltje (Marasmius limosus) is een schimmel uit de familie Marasmiaceae. Hij leeft saprotroof op dode bladeren en bladscheden van grassen, zegge (Carex) en lisdodde (Typha). Hij komt voor in vochtige plaatsen zoals rietmoerassen en moerasbossen met elzen (Alnus) en wilgen (Salix).

## Verspreiding
Het rietwieltje komt voor in veel Europese landen, Rusland en op één locatie in de Verenigde Staten.
In Nederland komt het rietwieltje algemeen voor. Hij staat niet op de rode lijst en is niet bedreigd.